# 潇湘八景
潇湘八景最早源自北宋沈括的《梦溪笔谈·书画》，指湖南的湘江流域八大景色，是國畫常見的題材之一。分别为：
- 潇湘夜雨（永州市小萍岛）
- 平沙落雁（衡阳市回雁峰）
- 烟寺晚钟（衡山县清凉寺[註 1]）
- 渔村夕照（桃源县白鳞洲（一说湘潭市杨梅洲）[註 2]）
- 山市晴岚（湘潭市昭山）
- 江天暮雪（长沙市橘子洲[註 3]）
- 远浦归帆（湘阴县县城湘江边[註 4]）
- 洞庭秋月（岳阳市岳阳楼）

## 明張復版本

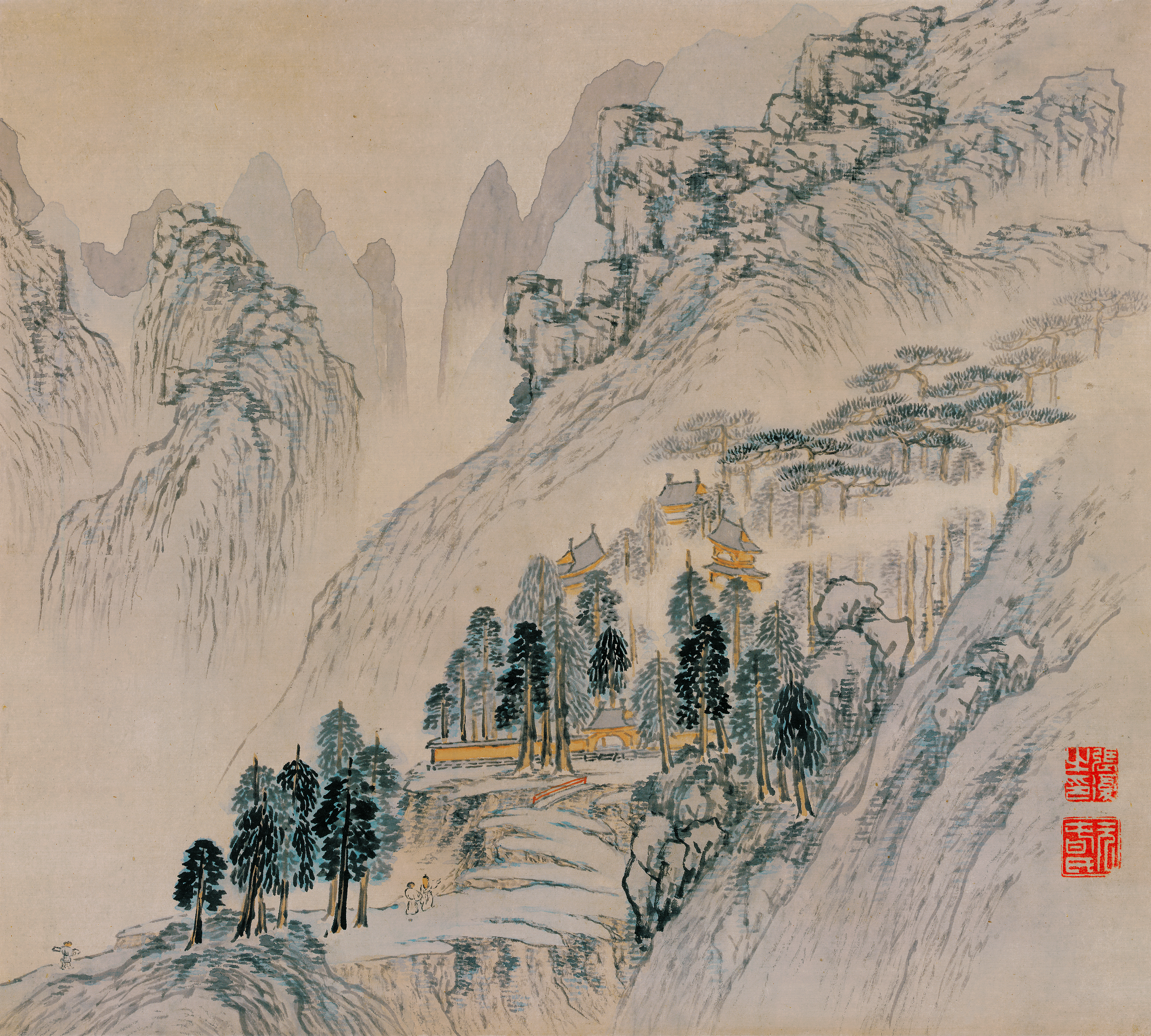
煙寺晚鐘
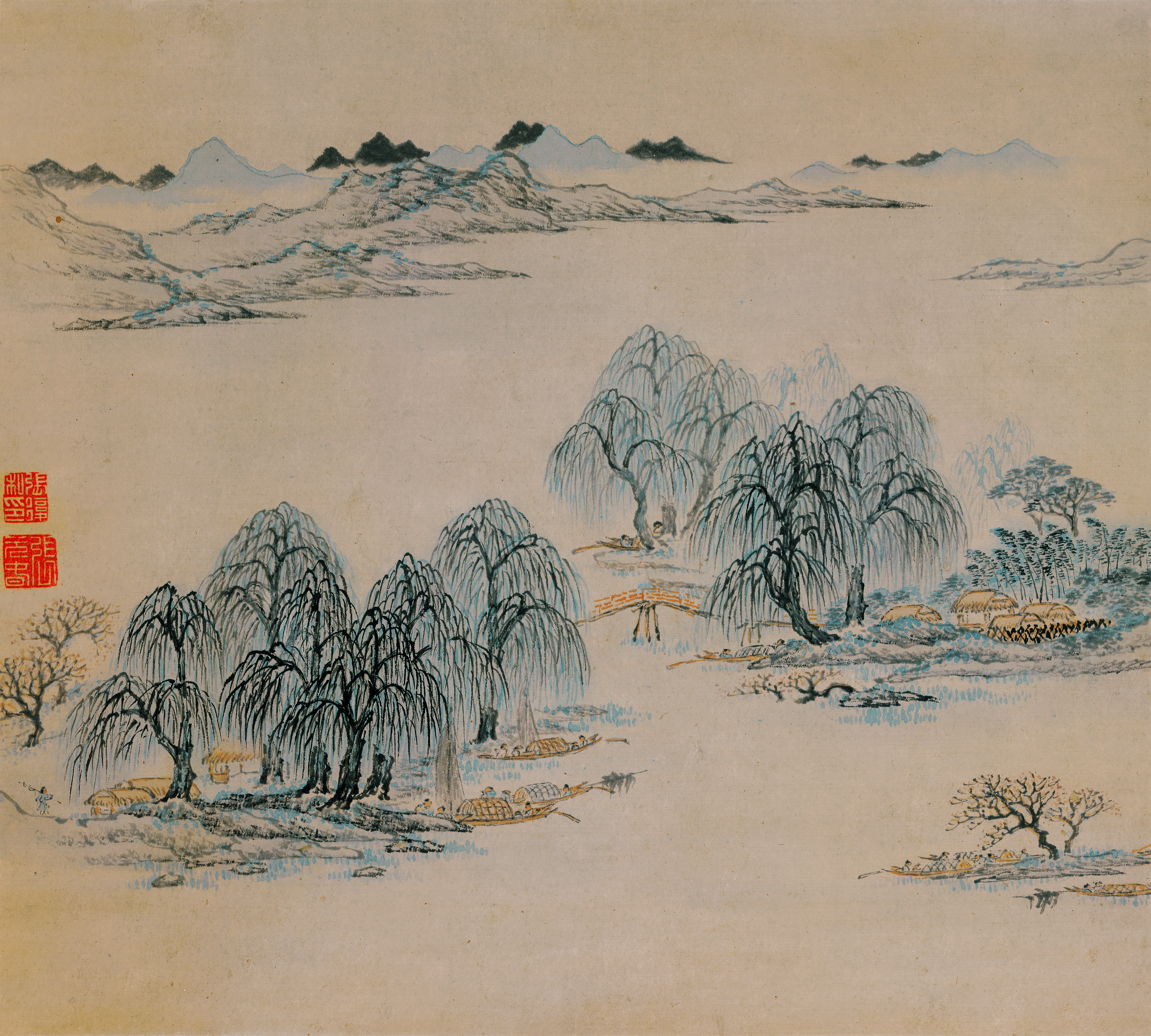
漁村夕照
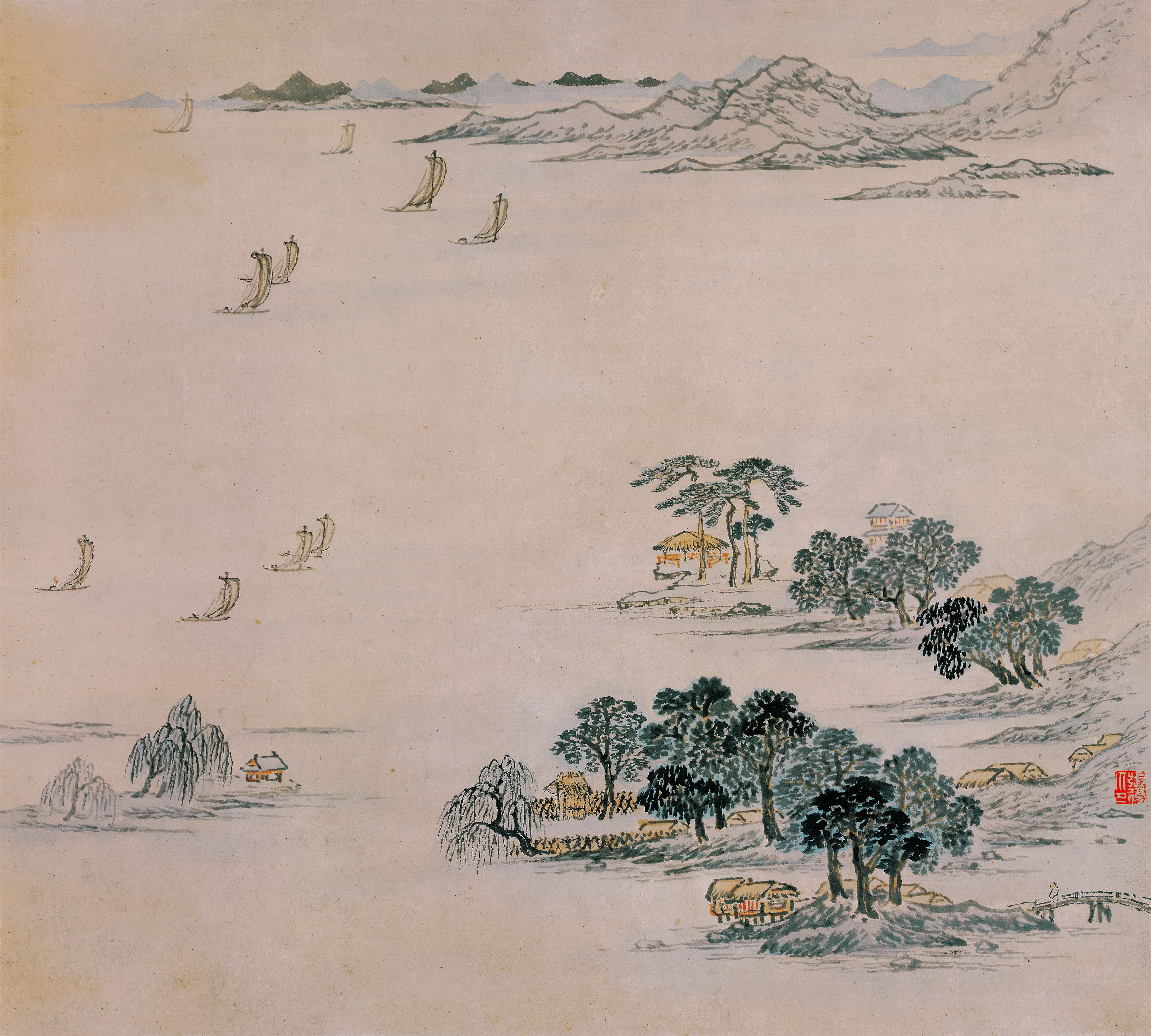
遠浦歸帆
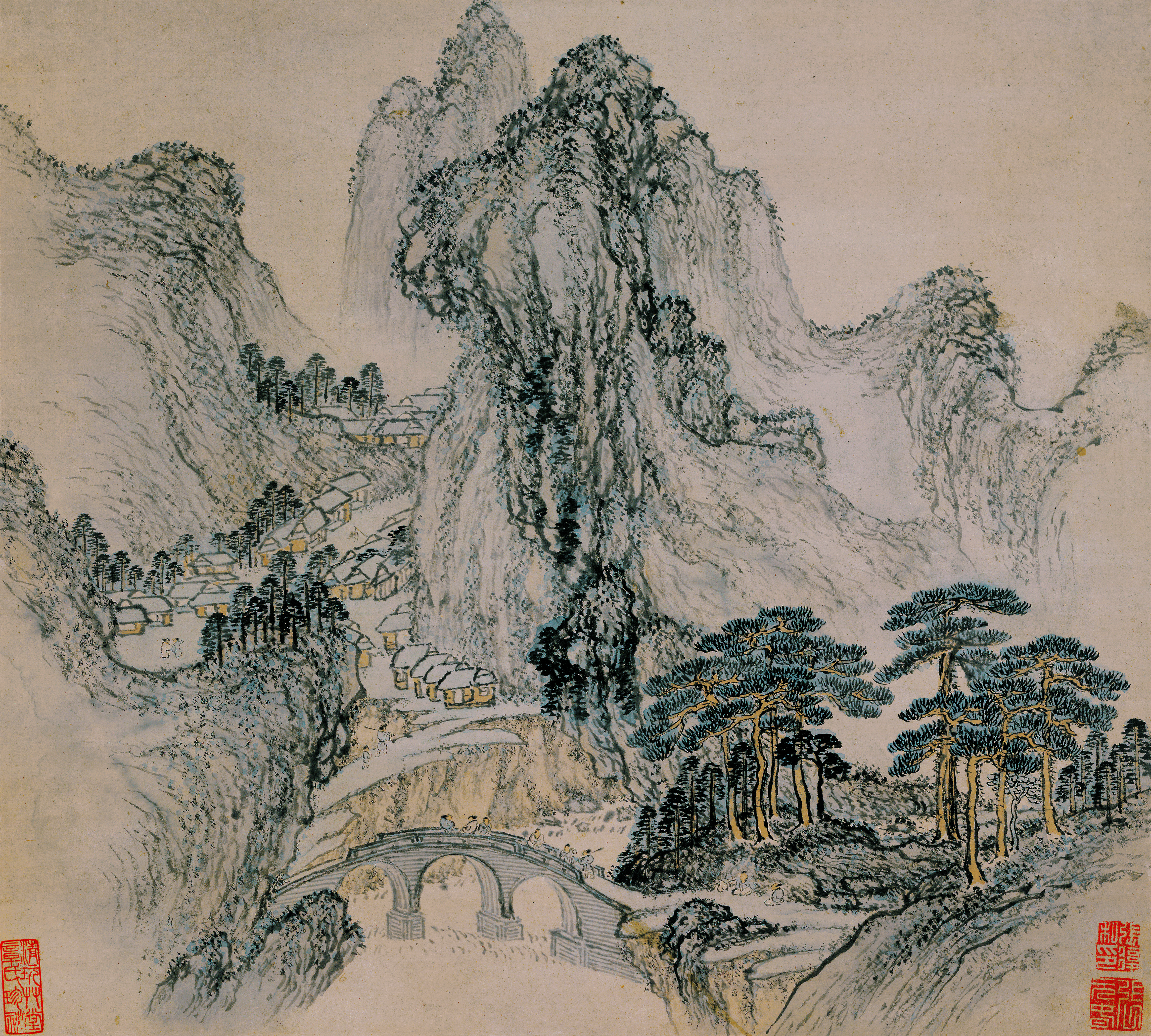
山市晴嵐
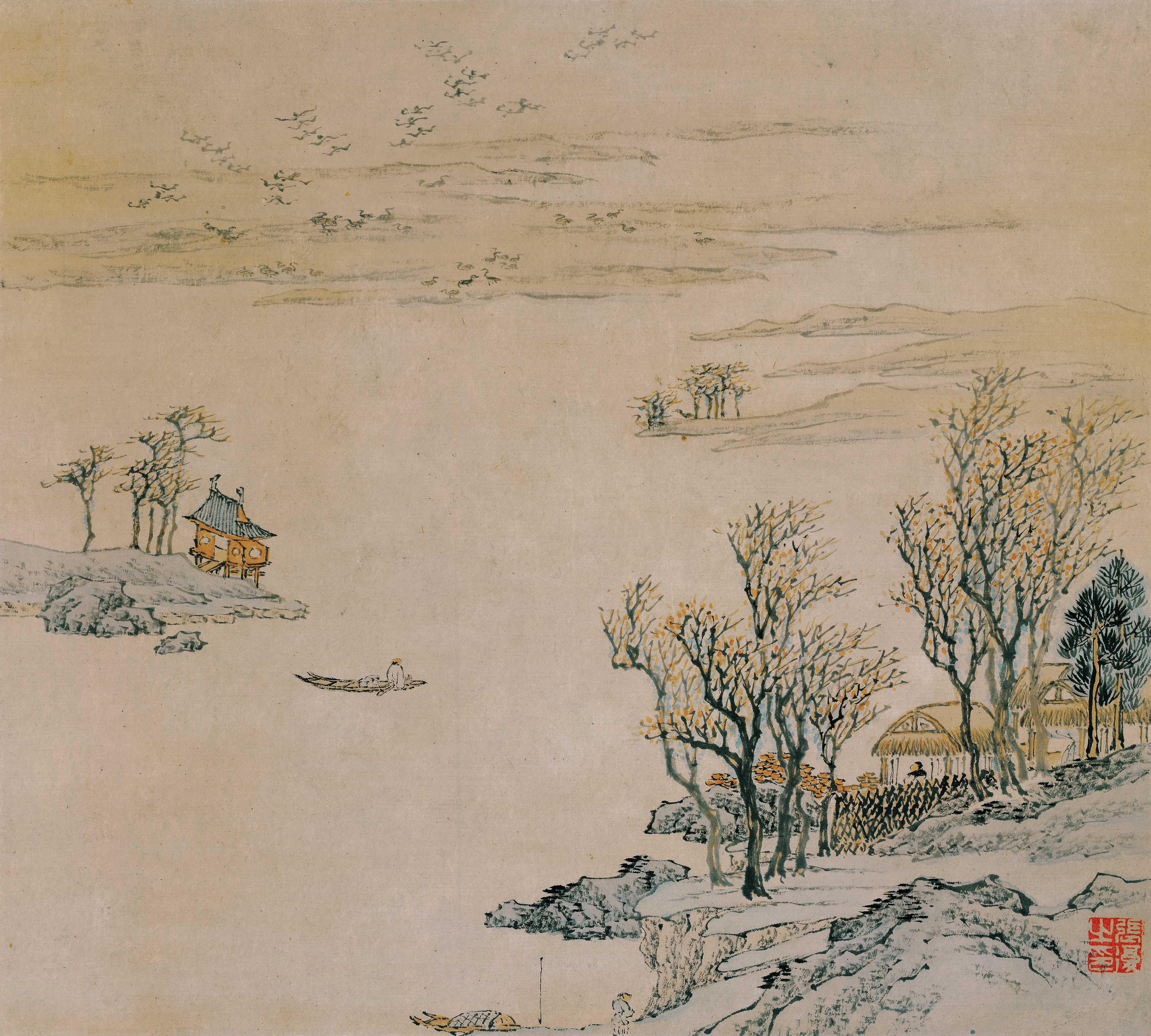
平沙落雁
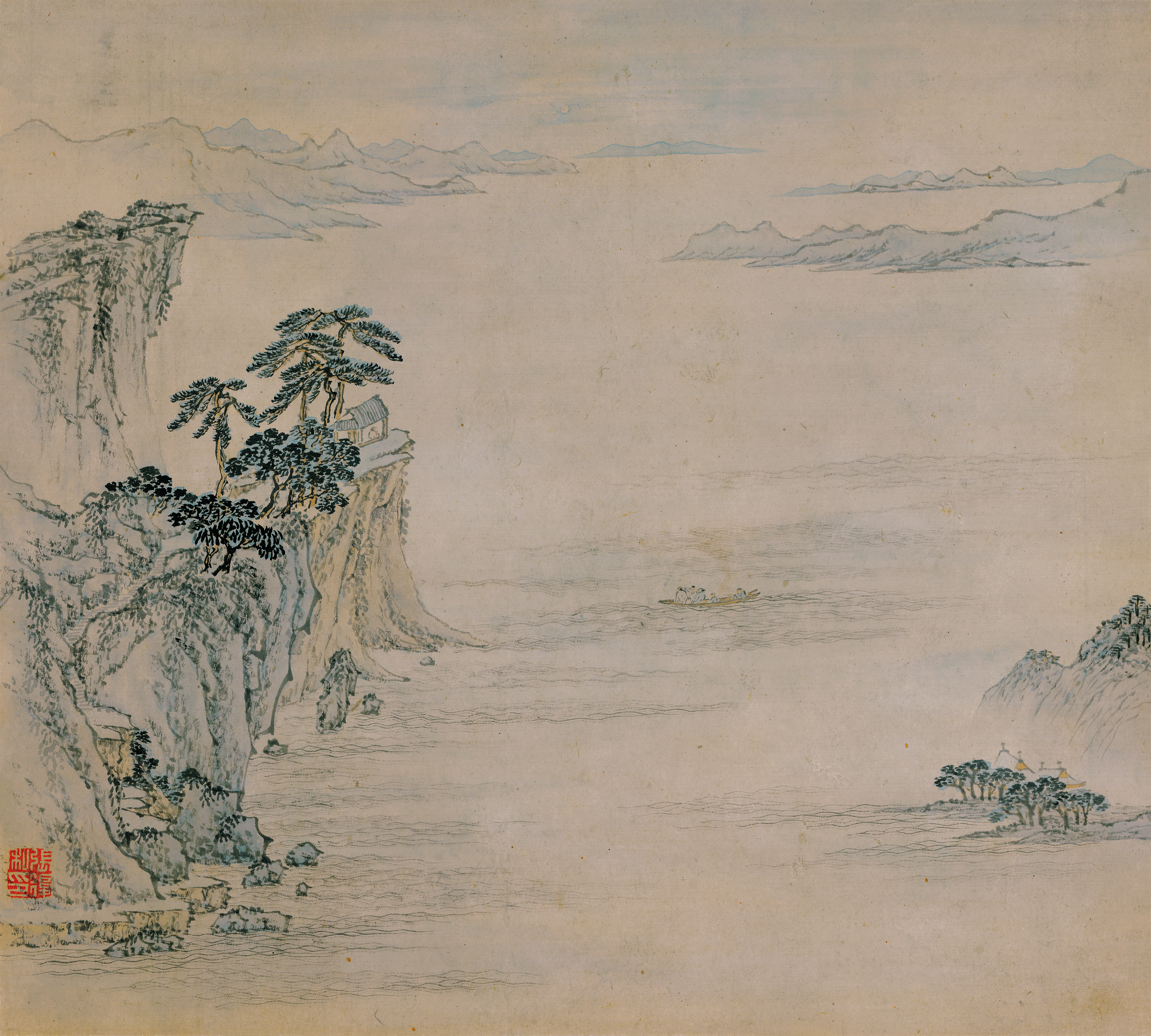
洞庭秋月
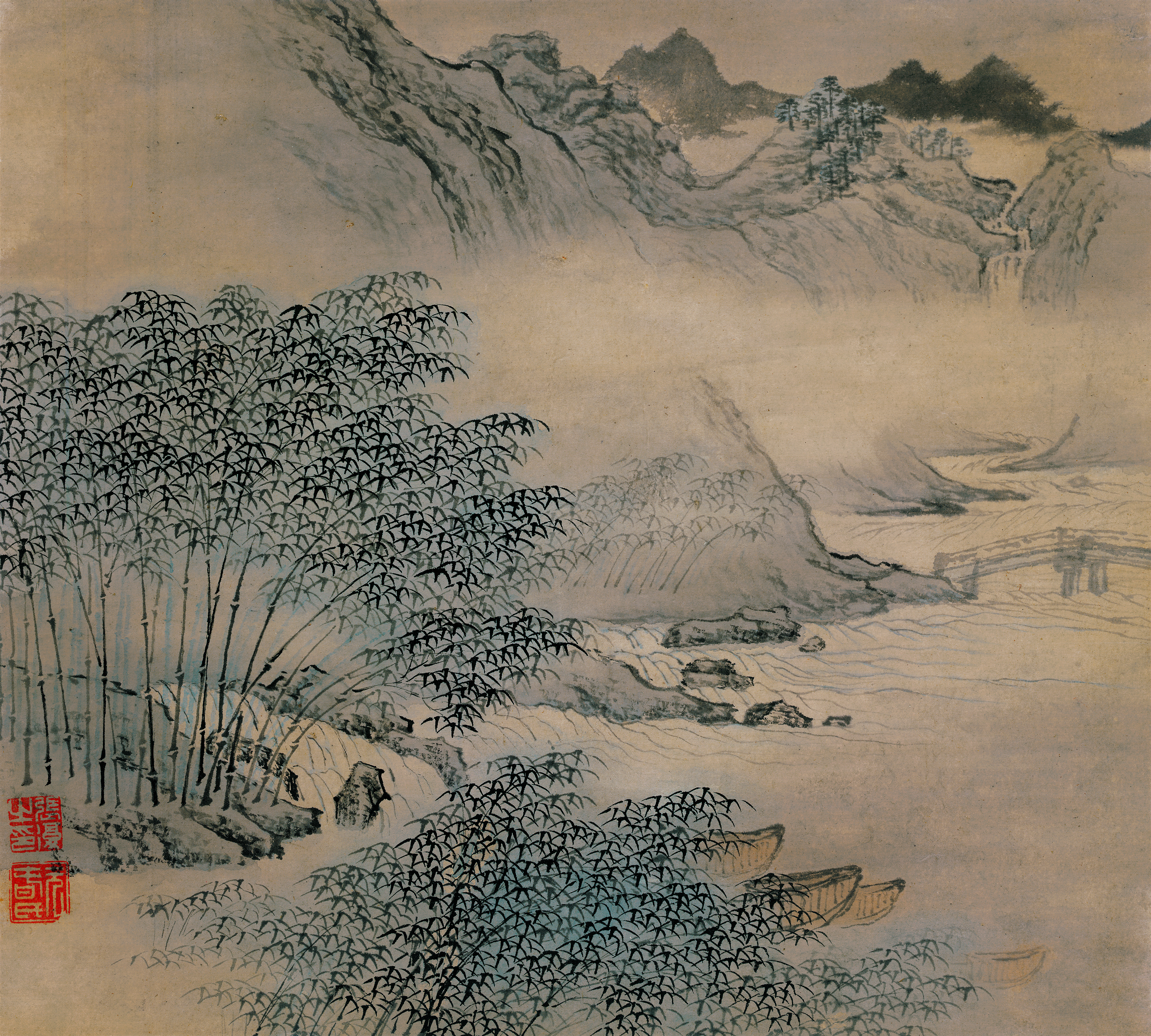
瀟湘夜雨
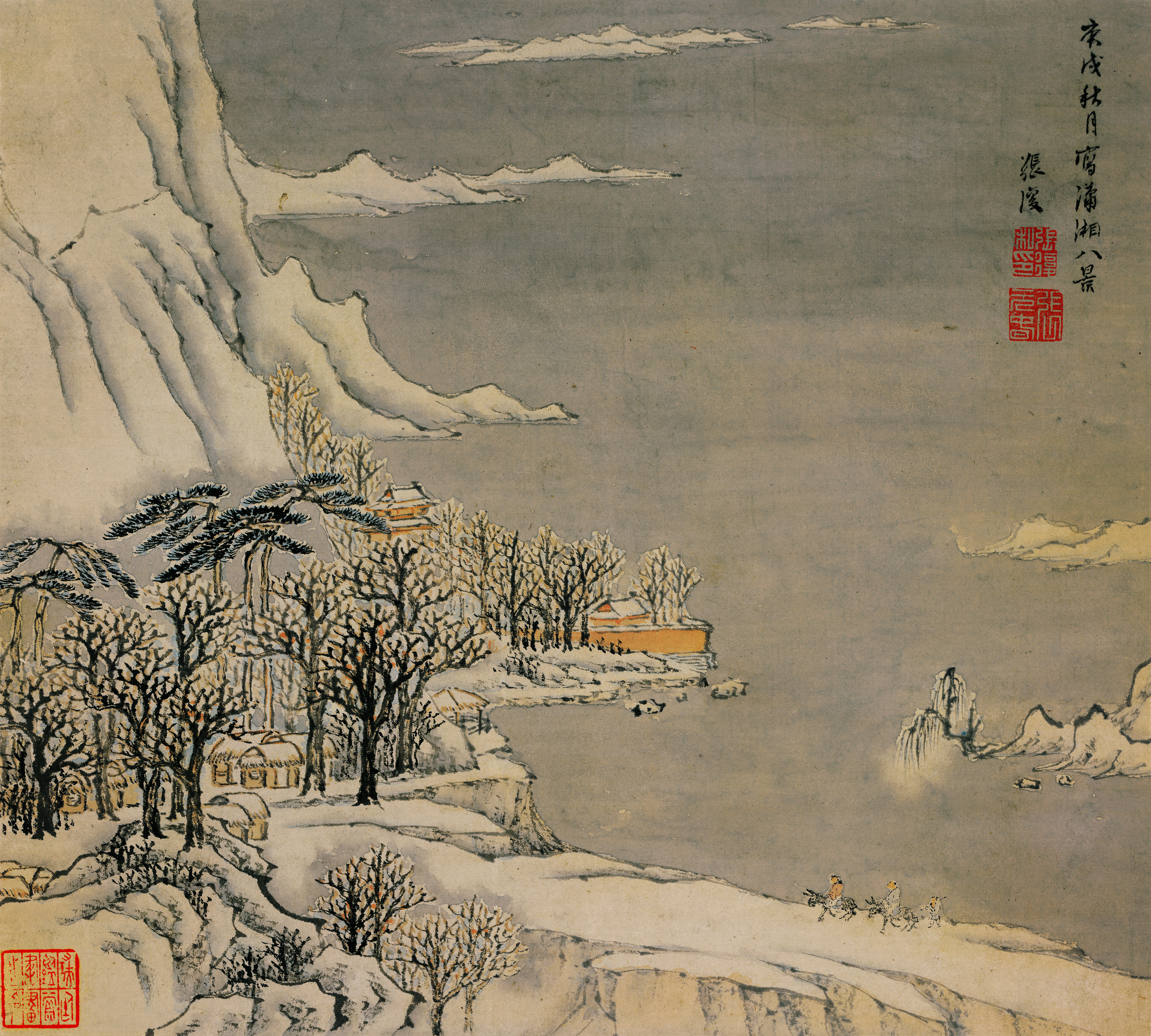
江天暮雪

## 文化影响
北宋时期，《瀟湘八景圖》问世，随后受到文人如苏轼、米芾的赞誉，并成为诗词创作的热门题材。据《寄园寄所寄录》记载，宋迪曾以瀟湘的风景为题，创作了八幅画作，观者纷纷留下题词，称之为「瀟湘八景」。此后，各地纷纷仿效，选出各自的“八景”，其中西湖十景尤为著名。
明清时代，“八景”文化达到顶峰。明朝万历年间，官方要求各地上报自己的“八景”，此风潮由此席卷全国。许多关于“八景”的诗词、书画作品应运而生，如董其昌的《秋兴八景图册》、文征明的《文衡山瀟湘八景册》等。到了康熙、雍正、乾隆年间，如《洞庭湖志》所述，“八景”已遍布全国，成为方志中不可或缺的内容。
“八景”文化通过汉文化圈的交流传播至东亚各国，影响深远。金朝时期，出现了“燕京八景”、“平水八詠”等。随后，高丽有“漢陽八景”、“平壤八景”；越南有“宜春八景”、“河內八景”和“河仙十景”；琉球有“中山八景”、“那霸八景”和“首里八景”。日本受“八景”影响尤为显著，产生了“八景徘句”、“八景浮世绘”等文化现象。自1319年禅僧铁庵道生提出“博多八景”后，日本各地陆续出现了四百多处“八景”，使日本成为继中国之外拥有最多“八景”的国家，成为“八景文化”在东洋的一道亮丽风景线。

## 延伸阅读
[在维基数据编辑]
 《夢溪筆談/卷17》

## 備註

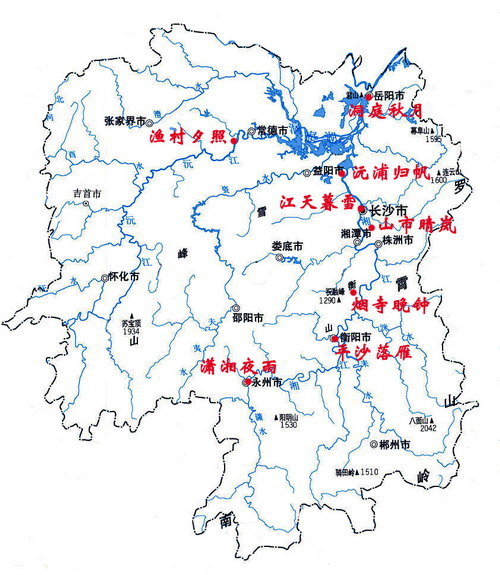
潇湘八景位置图

1. ↑  据《探寻古“潇湘八景”》一书考证，清凉寺今已不存，原址为今衡山县第二中学。今于巾紫峰峰顶上的新清凉禅寺楼阁之上俯瞰衡山县城，将北部湘江上的观湘洲作为远景，可形成“烟寺晚钟”文化遗产风景区域。
2. ↑  据《探寻古“潇湘八景”》一书，今桃花源风景区外沅水上的白鳞洲为普遍认为“渔村夕照”所指的渔村，但经考证湘潭市杨梅洲与“渔村夕照”在史料记载中较为贴切。
3. ↑  据《探寻古“潇湘八景”》一书，今橘子洲北拱极楼是“江天暮雪”最佳观赏地。
4. ↑  据《探寻古“潇湘八景”》一书，今湘阴县城湘江边的远浦楼应是“远浦归帆”最佳观景地。